# Manşūrīyeh-ye Do
Manşūrīyeh-ye Do (persiska: منصوریّه دو) är en ort i Iran.   Den ligger i provinsen Khuzestan, i den centrala delen av landet, 500 km söder om huvudstaden Teheran. Manşūrīyeh-ye Do ligger 25 meter över havet och antalet invånare är 305.
Terrängen runt Manşūrīyeh-ye Do är mycket platt. Runt Manşūrīyeh-ye Do är det ganska tätbefolkat, med 144 invånare per kvadratkilometer. Närmaste större samhälle är Veys, 2,6 km söder om Manşūrīyeh-ye Do. Omgivningarna runt Manşūrīyeh-ye Do är i huvudsak ett öppet busklandskap.